# Carlo Belli
(Carlo Belli, Kn, 1935)
Carlo Belli (Rovereto, 6 dicembre 1903 – Roma, 16 marzo 1991) è stato un intellettuale italiano, che ha avuto una posizione di spicco nel dibattito artistico degli anni Trenta..
I suoi interessi hanno spaziato dall'arte all'architettura alla musica, dall'archeologia alla attualità politica. Fra le sue opere più celebri si ricorda il volume Kn del 1935, considerato il manifesto italiano dell'astrattismo. Si è cimentato anche nella pittura, e nella sua città d'origine sono conservate alcune sue opere, sia al Museo d'arte moderna e contemporanea di Trento e Rovereto che alla Fondazione Museo civico di Rovereto, oltre che nella collezione della Cassa Rurale di Rovereto. Presso l'Archivio del '900 del Mart è inoltre conservato dall'inizio degli anni Novanta l'Archivio Carlo Belli, composto da un fondo librario e un fondo documentario. Altre parti dell'archivio sono conservate presso la Fondazione Museo Civico di Rovereto.

## Biografia
Teorico e critico d'arte, giornalista, scrittore, musicologo e — attività meno conosciuta — anche pittore, Carlo Belli nasce a Rovereto, al tempo facente parte del Tirolo austro-ungarico, il 6 dicembre 1903 da Arturo Belli, impiegato di banca, e Luigia Fait, sorella dello scultore Carlo Fait e di Albina Fait, madre di Fausto Melotti. L'ambiente familiare e il contesto culturale della Rovereto tra gli anni Venti e Trenta, avranno un ruolo fondamentale nella formazione dell'eclettico artista: la complessa personalità del Belli non può infatti indagarsi senza tener conto dell'amicizia e della complicità intellettuale strette con il cugino Fausto Melotti e con Gino Pollini (marito della cugina Renata Melotti), con Luciano Baldessari, con Tullio Garbari, con Fortunato Depero; così come con Francesco Di Terlizzi, i fratelli Ghiringhelli e altri. Fra il 1910 e il 1914 Belli frequenta la scuola di pratica annessa all'Istituto Reale Magistrale di Rovereto. Allontanatosi dalla città natale nel 1915 all'incedere del primo conflitto mondiale, risiede con la famiglia prima a Valproto nel vicentino (1915–1917), poi a Firenze presso i parenti Melotti (1917–1919) dove inizia gli studi classici presso il ginnasio Michelangiolo.
A Rovereto fa ritorno nel 1919, quando la città passa in mano italiana: qui prosegue gli studi presso il Liceo Antonio Rosmini ed inizia quelli al Musicale sotto la guida del maestro di violino Bianchi; è in questi stessi anni che conosce Fortunato Depero, di cui frequenta la Casa d'arte. L'impronta futurista è evidente nella novella Città meccanizzata dalle ombre, ispirata all'omonimo quadro di Depero, e nel manifesto Proclama alla gente nuova del secolo ventesimo, poi ribattezzato Proclama dei futuristi trentini. Pubblica sulla rivista fiorentina L'Italia Futurista, a firma di Futurista trentino, in segno di solidarietà con il gruppo fiorentino; e benché Gino Pollini gli consigli di distaccarsi dagli "anacronismi futuristi", Belli continua a partecipare alle serate futuriste roveretane sino al 1924. Allo stile futurista si uniformano le scene ed i costumi per il balletto per pupazzi La casa luminosa di Fragola (1922). Negli anni Venti inizia anche a collaborare come critico musicale e d'arte per Il domani di Vallagarina, Il Popolo, Il Giornale di Trento, Il Messaggero politico e liberale, La Libertà; per quest'ultima testata lavora stabilmente fino al 1924.
Nello stesso anno, su invito dell'amico architetto Luciano Baldessari, si reca a Berlino, "città antipatica" nonostante l'innamoramento per una profuga russa, e pertanto fa ritorno a Rovereto dopo appena due mesi e mezzo. Nel 1925 si reca a Dessau dove apprezza il Bauhaus di Walter Gropius, Ludwig Mies van der Rohe, Erich Mendelsohn, e dove conosce Vasilij Kandinskij. In questi anni, forse favorito dalla mancanza di un lavoro oltre che dai proficui contatti, inizia la stesura del saggio Kn. Nel 1926, attraverso Franco Sartori che lo invita a musicare la fiaba Reginella, conosce Tullio Garbari, incaricato di realizzarne la scenografia: sarà questa inossidabile amicizia ad allontanarlo progressivamente dal Futurismo (a firma di Carlo Belli sull'artista uscirà nel 1937 — poi ristampato nel 1986 da Edizioni Scheiwiller e nel 2006, come copia anastatica, dalle Edizioni Pancheri — L'Angelo in borghese. Saggio sopra un ignoto contemporaneo). Nel 1928 ottiene faticosamente la riammissione al Partito Nazionale Fascista (se ne era dimesso nel 1922), cosa che gli permette di ottenere l'assunzione come critico d'arte a Il Brennero; il Partito, l'anno successivo, ordinerà il trasferimento del Belli a Brescia, dove lavora per il quotidiano Il Popolo di Brescia.
Del periodo bresciano due sono i momenti entusiasmanti per Belli: conosce Piero Feroldi e ne diviene amico, sino a curarne la collezione di arte moderna; diviene direttore della rivista Brescia, dalle cui pagine pubblica nel 1932 il "contromanifesto" a sostegno della musica d'avanguardia di Alfredo Casella e Gian Francesco Malipiero. In questi stessi anni entra in contatto e collabora con la Galleria del Milione di Milano, in particolare con i proprietari, i fratelli Ghiringhelli, con il direttore Edoardo Persico, con Dino Garrone e con Pietro Maria Bardi; un fitto carteggio con gli amici di sempre lo tiene nel frattempo aggiornato su quanto accade nella sua Rovereto ma anche a Roma, attraverso la sua amicizia sempre roveretana con Beatrice Maffei che operò per tredici anni al CNR di Fisiologia (documentazione a carteggio Belli-Maffei di Ludmila Vesely Leonardi). Collabora con la rivista d'arte Belvedere, diretta da Bardi; dalle pagine di questa rivista prenderà parte alla polemica intorno alla II Esposizione italiana di architettura razionale organizzata da Adalberto Libera a Roma, polemica che avrà un momento di interesse proprio in un articolo del Belli, Proposta di un sottosegretariato all'Architettura pubblicato l'anno successivo sul Rubicone. Inizia poi a collaborare con la rivista Quadrante, diretta da Bardi e Massimo Bontempelli, contribuendo in prima linea alla formulazione della teoria e alla difesa dell'astrattismo pittorico e dell'architettura razionale; in queste pagine sono pubblicati alcuni stralci del saggio Kn, poi integralmente alle stampe nel 1935, per le Edizioni del Milione (ristampe nel 1972 e nel 1988).
Pur continuando la collaborazione con la Galleria del Milione, a partire dal 1934 Belli risiede a Roma, impiegato come corrispondente per Il Popolo di Brescia e per il Corriere Padano; dirige inoltre con Umberto Bernasconi ed Ernesto Marchiandi il mensile di segnalazioni artistiche Origini. Di questo periodo occorre segnalare il saggio critico Lettera sulla nascita dell'astrattismo in Italia, pubblicato nel 1935 e ristampato nel 1978. Nel 1937 si reca a Parigi con Peppino Ghiringhelli, Alberto Sartoris e il cugino Fausto Melotti: visitano l'Esposizione universale, i musei e le principali gallerie e Belli, tra gli altri, riesce ad incontrare nuovamente Kandinskij, il quale aveva già dimostrato di apprezzare il suo saggio sulla'arte astratta. Dal maggio del 1939 al giugno dell'anno successivo, grazie all'intervento di Italo Balbo, è redattore capo presso il Corriere Padano diretto da Nello Quilici, a Ferrara, città dove farà la conoscenza di Giovanni Korompay, Giuseppe Ravegnani e Corrado Padovani. Alla morte di Balbo e Quilici durante un combattimento a Tobruch, in Libia, nel 1940 Belli fa ritorno a Roma dove va a dirigere il quindicinale Mondo arabo.
Dopo la guerra Belli viene assunto per un breve periodo a Il Giornale, per passare nel 1947 a Il Tempo, per la quale testata è redattore dei resoconti parlamentari. Dal novembre del 1953 è inviato speciale per Il Tempo e due anni dopo scrive dal Cairo come corrispondente sulla situazione israeliana; sotto lo pseudonimo di "Apollodoro" cura la rubrica musicale della rivista Giorni. Sono gli anni di Aurora all'Ovest (1944) e di Anime sbagliate (1951); ed è anche il tempo in cui al Belli arrivano i primi riconoscimenti per la sua attività di giornalista: il 17 luglio 1949 riceve il Premio Cervinia (nell'occasione del quale la Rai trasmette alcuni suoi pezzi per due pianoforti) e nel 1954 il Premio Clio (per i suoi interventi sul Mezzogiorno, durante la collaborazione al Giornale Radio Rai nella rubrica Meridiano di Roma, che si protrarrà sino al 1964). Nel 1956 sposa Paola Zingone e fissa la propria abitazione nel villino Liberty al Casaletto, ex residenza estiva della famiglia Zingone (nel 1989 scriverà nostalgicamente: "...la città ci ha raggiunti; il Casaletto è ora una strada di Roma").
L'interesse per le questioni del Sud Italia, unito alla passione per la storia antica e l'archeologia, spingono spesso Belli in Puglia, in Sicilia (Il cielo nei templi. Scorribande nella Sicilia meridionale del 1982) e in Lucania (Giro lungo per la Lucania, scritto nel 1956 ma pubblicato nel 1989). Un rapporto privilegiato lo intrattiene proprio con la Puglia, dove nel maggio del 1960 il Presidente dell'Ente provinciale per il turismo di Taranto, Angelo Raffaele Cassano, gli affida l'ideazione del I Convegno di studi per la Magna Grecia: l'evento, fortemente promosso per rilanciare il ruolo culturale della città, si inaugura il 4 novembre 1961 con il tema "Greci e Italici in Magna Grecia" (prolusione di Amedeo Maiuri) ed è tuttora regolarmente programmato. Da questa esperienza nascerà Passeggiate in Magna Grecia. Rive del Sud e Costa Viola (stampato in due volumi nel 1985; l'opera gli guadagnerà il Premio Basilicata nel 1986). Dieci anni dopo a Taranto dedicherà Il tesoro di Taras (1970), una grande volume che illustra il patrimonio del Museo archeologico nazionale. Ancora nel 1980, riceve il Premio Pegaso d'oro per il suo infaticabile impegno a sostegno degli studi archeologici.
Gli anni trascorrono a Roma, tra carteggi e brevi viaggi. In Italia è un momento felice per l'arte astratta, che viene anche celebrata dalla XXXIII Biennale di Venezia nel 1968; in questo stesso anno pubblica Enigma o crepuscolo, tre saggi su cultura, arte ed etica. A partire dal 1971 frequenta lo Studio internazionale d'arte grafica L'Arco, dal 1980 sede della redazione delle Edizioni della Cometa: qui a L'Arco, nel 1979, spronato dagli amici Giuseppe Appella e Vanni Scheiwiller, espone per la prima volta le proprie opere pittoriche, realizzate già dal 1929. E sarà ancora Scheiwiller, questa volta con Giancarlo Vigorelli, a curare una sua antologica alla Galleria Pancheri di Rovereto, nell'occasione della quale la Città gli renderà omaggio con la consegna di una medaglia d'oro. Parallelamente alla ristampa delle sue opere più importanti, Carlo Belli intensifica la propria attività di critico d'arte e curatore di mostre. Per la sua produzione pittorica, dopo un'altra tappa romana alla Galleria Editalia nel 1983, grande presenza finalmente a Milano nel 1988, allo Studio 111 con una mostra curata ancora una volta dall'amico Vanni Scheiwiller. Nello stesso anno, la terza edizione di Kn per i tipi di Scheiwiller, si arricchisce di una terza lettera di Kandinskij e delle Note ad alcuni passi inediti di Kn; nelle Edizioni della Cometa vengono invece pubblicati I quaderni de La Sarraz e Il volto del Secolo. La prima cellula dell'architettura razionalista italiana.
Degli ultimi anni vanno infine ricordate le mostre presso la Biblioteca Rosminiana di Rovereto (curata da Mara Kunticeff Pancheri nel 1989, dove l'opera del Belli viene confrontata con quella di Carlo Fait) e presso la Südtiroler Künstlerbund di Bolzano (curata da Tilly Meazzi nel 1990). Tra le pubblicazioni, Altare deserto del 1983, Morte di Giove del 1987, il saggio Savinio, dioscuro oscuro del 1990; postumi saranno stampati Interlògo. Cultura italiana tra le due guerre e Antipatia per Polibio del 1992, Echècrate del 1998 e 1920–1930: gli anni della formazione del 2001. Carlo Belli muore a Roma il 16 marzo 1991, nella sua casa al Casaletto. La moglie Paola Zingone della dimora familiare aveva già fatto la sede della Associazione Amici di Carlo Belli, presso la quale i pomeriggi venivano animati all'insegna di presentazioni di libri e concerti musicali (non di rado dalle partiture dello stesso Belli). Oggi l'Associazione non esiste più ed anche la dimora al Casaletto, dalla morte di Paola Zingone avvenuta nel 2003, è stata dismessa.
L'archivio e la biblioteca dell'artista sono custoditi presso la sede dell'Archivio del '900 a Rovereto. Il fondo archivistico è stato integrato nel 2002 da una donazione di Giuseppe Appella e nel 2003 da una di Paola Zingone. La documentazione è formata da una ricca corrispondenza, che mostra la vasta e prestigiosa rete delle relazioni personali e professionali, oltre che da articoli, saggi e componimenti vari, da materiale a stampa, fotografie, documenti personali e diari inediti. Un'ulteriore porzione dell'Archivio personale di Carlo Belli è in deposito presso la Fondazione Museo Civico di Rovereto. Il fondo librario conservato presso il Mart è costituito da circa 6.000 volumi. Per la sua composizione si presenta come la biblioteca di lavoro dell'intellettuale, con ampie sezioni di archeologia e studi classici (la serie completa dei Convegni di studio sulla Magna Grecia avviati dal Belli nel 1961), di arte moderna e contemporanea, letteratura, musica e filosofia. Interessante la sezione dei periodici, con riviste quali Nuova Antologia, Interventi, Archeologia e la raccolta completa della rivista di architettura razionalista Quadrante diretta da Bontempelli e Bardi pubblicata tra il 1933 e il 1936, con la quale Belli collabora fin dal primo numero.

## Pubblicazioni
- Kn, Milano, All'insegna del pesce d'oro, 1935.
- L'angelo in borghese. Saggio sopra un ignoto contemporaneo, Roma, Augustea, 1937.
- Aurora all'Ovest, Roma, Rettangolo d'oro, 1944.
- Anime sbagliate, Roma, Casini, 1951.
- Enigma o crepuscolo, Roma, G. Volpe, 1968.
- Il tesoro di Taras, Milano; Roma, Bestetti, 1970.
- Lettera sulla nascita dell’astrattismo in Italia, Milano, All'insegna del pesce d'oro, 1978.
- Il cielo nei templi. Scorribande nella Sicilia meridionale, Edizioni della Cometa, 1982.
- Altare deserto. Breve storia di un grande sfacelo, Roma, G. Volpe, 1983.
- Passeggiate in Magna Grecia. Rive del Sud e Costa Viola, Roma, Edizioni della Cometa, 1985.
- Morte di Giove. Cronaca di una processione romana nei primi secoli della nostra era, Roma, Editrice Roma Amor, 1987.
- I quaderni de La Sarraz, Roma, Edizioni della Cometa, 1988.
- Il volto del Secolo. La prima cellula dell'architettura razionalista italiana, Bergamo, Lubrina, 1988.
- Giro lungo per la Lucania, Roma, Edizioni della Cometa, 1989.
- Savinio, dioscuro oscuro, Roma, Edizioni della Cometa, 1990.
- Interlògo. Cultura italiana tra le due guerre, Milano, Sapiens, 1992.
- Antipatia per Polibio. Il greco storico della grandezza di Roma, Cavallino, Capone, 1992.
- Echècrate o la prora al cielo. Vita di un filosofo scettico credente, Mottola, Stampasud, 1998.
- 1920–1930: gli anni della formazione, Roma, Edizioni della Cometa, 2001.

## Esposizioni delle opere pittoriche
- Giustificazione personale (a cura di Giuseppe Appella e Vanni Scheiwiller), aprile–giugno 1979, Studio L'Arco, Roma
- Omaggio a Carlo Belli (a cura di Vanni Scheiwiller e Giancarlo Vigorelli), ottobre–novembre 1979, Galleria Pancheri, Rovereto
- Carlo Belli (a cura di Mario Cossali e Luigi Serravalli), novembre–dicembre 1980, Expo Arte, Bari
- Essenza della forma (a cura di Marisa Volpi), ottobre–novembre 1981, Galleria Editalia, Roma
- Carlo Belli (a cura di Vanni Scheiwiller), settembre–ottobre 1988, Studio 111, Milano
- Fait–Belli nell'arte (a cura di Mara Kutinceff Pancheri), giugno–luglio 1989, Biblioteca Rosminiana, Rovereto
- Omaggio a Paolo Orsi. Opere di Baldessari, Belli, Melotti, (a cura di Mara Kutinceff Pancheri), luglio–agosto 1990, Cavalieri di Malta, Siracusa
- Carlo Belli (a cura di Tilly Meazzi), novembre–dicembre 1990, Südtiroler Künstlerbund / Galleria Prisma, Bolzano
- Il mondo di Carlo Belli. Italia anni Trenta: la cultura artistica (cura di Giuseppe Appella, Gabriella Belli, Mercedes Garberi), marzo–giugno 1991, Padiglione d'arte contemporanea, Milano
- Il mondo di Carlo Belli. Italia anni Trenta: la cultura artistica (cura di Giuseppe Appella, Gabriella Belli, Mercedes Garberi), novembre 1991–marzo 1992, Mart, Rovereto
- Carlo Belli e il Mediterraneo (a cura di Giuseppe Appella), settembre–ottobre 1993, Castello aragonese, Taranto
- Belli da scoprire. Segni e (di)segni (a cura di Carmine Siniscalco, Giuseppe Appella, Lorenza Trucchi, Marisa Volpi), ottobre–novembre 1993, Studio S, Roma
- Carlo Belli. Un roveretano in Puglia (a cura di Mara Kutinceff Pancheri), febbraio–marzo 1994, Castello normanno-svevo, Bari
- Carlo Belli (a cura di Remo Forchini), aprile–maggio 1994, Galleria Le Due Spine, Rovereto
- Carlo Belli e Roma (a cura di Giuseppe Appella e Maria Grazia Tolomeo), settembre–ottobre 1998, Palazzo delle Esposizioni, Roma
- I due volti di Carlo Belli. Opere 1927–1980 (a cura di Maurizio Scudiero), ottobre–novembre 2003, Galleria Dusatti, Rovereto
- Carlo Belli. Opere figurative 1924–1960 (a cura di Armando Audoli), settembre–ottobre 2005, Associazione Weber & Weber, Torino
- Carlo Belli. Pittore dell'astrattismo. 100 opere 1925–1980 (a cura di Sergio Poggianella), ottobre–dicembre 2005, Galleria Transarte, Rovereto
- Carlo Belli. Pittore dell'astrattismo. 100 opere 1925–1980 (a cura di Sergio Poggianella), settembre–ottobre 2006, Oratorio di Santa Cita, Palermo
- Carlo Belli. Disegnoinsegno. Disegni e documenti inediti 1920–1960 (a cura di Micaela Sposito), marzo–maggio 2007, Galleria Transarte, Rovereto

## Carlo Belli nei musei
- MAGI '900 di Pieve di Cento (BO)